# Shade (Silverchair)
Shade è un singolo del gruppo musicale australiano Silverchair, pubblicato nel 1995 ed estratto dall'album Frogstomp.

## Tracce
- CD (AUS)

1. Shade
2. Madman (Vocal Mix)
3. Israel's Son (Live)